# Pomiędzy
Pomiędzy – trzeci album studyjny polskiego piosenkarza Fismolla. Wydawnictwo ukazało się 2 listopada 2023 wydaniem własnym w dystrybucji Universal Music Polska.
Album jest utrzymany w stylu muzyki rocka alternatywnego. Składa się z wersji standardowej (1 CD).
Promocję Pomiędzy rozpoczęto w lipcu 2023, wraz z premierą pierwszego promującego singla – „Na polanie”. 14 września wydany został drugi utwór, „Szum powietrza”. Następnym singlem została piosenka „Zmoknięci”.

## Lista utworów
Opracowano na podstawie materiału źródłowego.
| Pomiędzy – Wersja standardowa | Pomiędzy – Wersja standardowa | Pomiędzy – Wersja standardowa | Pomiędzy – Wersja standardowa | Pomiędzy – Wersja standardowa |
| Nr                            | Tytuł utworu                  | Słowa                         | Muzyka                        | Długość                       |
| ----------------------------- | ----------------------------- | ----------------------------- | ----------------------------- | ----------------------------- |
| 1.                            | „Jasno”                       | Arkadiusz Glensk              | Arkadiusz Glensk              | 3:46                          |
| 2.                            | „Kokarda”                     | Arkadiusz Glensk              | Arkadiusz Glensk              | 3:49                          |
| 3.                            | „Kolejna doba”                | Arkadiusz Glensk              | Arkadiusz Glensk              | 3:10                          |
| 4.                            | „Pomiędzy”                    | Arkadiusz Glensk              | Arkadiusz Glensk              | 5:09                          |
| 5.                            | „Szum powietrza”              | Arkadiusz Glensk              | Arkadiusz Glensk              | 3:50                          |
| 6.                            | „Na polanie”                  | Arkadiusz Glensk              | Arkadiusz Glensk              | 4:06                          |
| 7.                            | „Zmoknięci”                   | Arkadiusz Glensk              | Arkadiusz Glensk              | 3:19                          |
| 8.                            | „Od tego masz mnie”           | Arkadiusz Glensk              | Arkadiusz Glensk              | 3:26                          |
| 9.                            | „Reszka”                      | Arkadiusz Glensk              | Arkadiusz Glensk              | 3:02                          |
| 10.                           | „Wszystko”                    | Arkadiusz Glensk              | Arkadiusz Glensk              | 3:35                          |
|                               |                               |                               |                               | 37:12                         |

## Wyróżnienia
| Rok  | Konkurs        | Kategoria                                | Rezultat  | Źr.   |
| ---- | -------------- | ---------------------------------------- | --------- | ----- |
| 2024 | Fryderyki 2024 | Album roku piosenka poetycka i literacka | Nominacja | [ 6 ] |